# Année de propédeutique (catholicisme)
Pour les articles homonymes, voir propédeutique.
L'année de propédeutique, du grec ancien προπαιδεύω, « enseigner auparavant », composé de pro (πρό : « devant », « auparavant »), et paideuein (παιδεύω : « élever (un enfant) », « instruire »), est un terme de l'Église catholique qui décrit un cursus d'un an visant à faire acquérir un ensemble de savoirs servant de base à de futurs enseignements plus ciblés.  Ce terme désigne particulièrement l'année d'étude et de réflexion que font parfois les futurs séminaristes de l'Église catholique dans le but de discerner leur vocation à la prêtrise dans cette institution.
L'initiative de créer de tels cursus répond à l'invitation du concile Vatican II pour la formation des candidats au sacerdoce : « Pour fonder de manière plus solide la formation spirituelle et pour que les séminaristes puissent ratifier leur vocation par une option mûrement délibérée, il appartiendra aux évêques d'instituer, pour une durée convenable, un entraînement spirituel plus poussé. » — Concile Vatican II, Optatam Totius, 1965, au n°62.

## Objectifs
L'année de propédeutique désigne un an de fondation spirituelle pour les hommes se posant la question de devenir prêtre au sein de l'Église catholique. Elle s'inscrit de manière facultative dans le parcours de formation du séminariste, et est couramment appelée « période propédeutique ». L'année de propédeutique est une année initiale axée avant tout sur le discernement pour une vocation sacerdotale, avec une direction spirituelle personnelle. (Ce discernement se poursuivra ensuite tout au long de la formation au séminaire jusqu'au diaconat).
Selon le cardinal Lustiger, l'objectif de cette année de fondation spirituelle est « d’inaugurer et de tracer un chemin qui structure la vie spirituelle, qui mette en place les éléments essentiels de toute vie spirituelle : prière, ascèse, vie morale, amour du prochain, zèle apostolique, etc. ». Cette année se déroule dans cet esprit comme l'étape inaugurale à la suite de Jésus, fondatrice d'un chemin de toute une vie.

## Contenu
Depuis plus de trente ans, des années dites de « propédeutique » ont été créées à la suite de l'invitation du concile Vatican II (Optatam Totius, 1965, au n°62 : « La formation des prêtres dans les circonstances actuelles »), en proposant une réponse adaptée aux besoins des candidats au ministère ordonné.
Les candidats au ministère presbytéral sont invités à consacrer environ neuf mois (de septembre à juin) à un travail de fondation spirituelle.
En suivant les recommandations de l'exhortation apostolique Pastores dabo vobis du pape Jean-Paul II (1992), la propédeutique est attentive à quatre dimensions fondamentales à travers lesquelles s'exerce le discernement : humaine, spirituelle, intellectuelle et pastorale.
- Au cours de cette année est mise en place une vie de prière régulière basée sur :
  - la liturgie des heures,
  - l'oraison,
  - la fréquentation quotidienne de l'Eucharistie,
  - un temps de lectio divina (lecture priante de la Bible) permettant de lire l'ensemble de la Bible au cours de l'année,
  - des temps de retraite (la retraite de début d’année, la Semaine sainte, des temps de "désert" en solitude, etc.) en particulier en fin d'année une retraite avec les Exercices spirituels de saint Ignace.

- Cette année est une formation intellectuelle et spirituelle :
  - cours d'introduction théologique (étude du Catéchisme de l'Église catholique et des textes du Concile Vatican II),
  - cours d'introduction biblique,
  - cours d'introduction à la vie spirituelle,
  - cours de chant,
  - cours de chant liturgie qui « déploie tout le mystère du Christ pendant le cycle de l'année » (Sacrosanctum concilium, n° 102).

- Comme au séminaire, elle est une année de vie fraternelle, en communauté :
  - temps de sport,
  - divers travaux manuels.

- Elle est aussi une expérience de la compassion :
  - services auprès des plus pauvres (visite hebdomadaire aux malades dans un hôpital, etc.)
  - un mois de "stage" ou "expériment" dans une association.

Cette année n'est pas une année de séminaire, mais la précède. Elle est très répandue en France. Le candidat est appelé propédeute, ou candidat au ministère presbytéral, ou séminariste en année de fondation spirituelle. À l'issue de cette année de discernement vocationnel du propédeute, celui-ci peut rejoindre le séminaire pour poursuivre ses études et sa formation spirituelle.

## Suites de l'année
Bien que ce soit l' idée de prêtrise qui motive le candidat à la propédeutique, sa décision personnelle à l'issue de son année peut être la prêtrise, la vie monacale ou consacrée, la paternité ou le célibat.  Alternativement, il peut se donner plus de temps de réflexion en retournant dans la vie séculière.
L'année de propédeutique prépare à l'entrée au séminaire, mais son contenu et sa pédagogie sont variés. Elle est considérée,  par certains évêques, comme un préalable indispensable à l'entrée au séminaire, tout en étant une année la plus largement ouverte à toutes vocations. Ses objectifs sont l'enracinement spirituel dans le Christ, aider à mûrir une décision motivée d'entrer au séminaire et sa vocation personnelle, et favoriser les liens avec une Église diocésaine[pas clair] : « Ce temps, donné par le candidat et par l'Église, sans concours ni à l'entrée ni à la fin, sans « obligation de résultat », est une entrée dans la formation et dans l'accueil de toute sa vie comme mystère de grâce ». S'il a perçu un appel de Dieu pour devenir prêtre, il devient séminariste, rejoint le séminaire d'un diocèse de l'Église catholique où il poursuivra sa formation sur 6 années :
- Propédeutique (1 an, année facultative)
  - Premier cycle (2 ans), philosophie
    - Second cycle (3 ans), théologie
      - Troisième cycle (1 année diaconale qui comprend l'insertion pastorale, formation continue.)
        - À la fin de ce parcours, étant diacre en vue du sacerdoce il sera normalement appelé par son évêque à être prêtre[4].

## Maisons de propédeutique francophones
Cette année se déroule habituellement après des études ou une activité professionnelle et avant l'entrée dans les études ecclésiastiques.
Ainsi, les âges des jeunes accueillis varient de 20 à 30 ans, la moyenne se situe à 23 ans. Parfois, les maisons peuvent accepter des candidats qui n'ont que 18 ans.
Par ordre d'ancienneté. (Liste non exhaustive)
- Propédeutique intégrée au séminaire de La Castille, au Domaine de La Castille à La Crau à Solliès-Ville. Mgr Joseph Madec, évêque de Fréjus-Toulon rouvrit le séminaire de La Castille sous la forme d'une année de propédeutique en septembre 1983[5]. Le père Vincent de David Beauregard est l'actuel responsable de la propédeutique.
- Maison Saint Augustin dans le diocèse de Paris, fondée par le cardinal Lustiger en septembre 1984, rue de la Santé à Paris, avec le père Éric Aumonier comme premier supérieur[6] (désormais rue de Picpus).
- Propédeutique interdiocésaine Saint Jean Baptiste à Nancy, fondée en septembre 1997 à la demande des quatre évêques de Lorraine[7],[8].
- Maison Saint Joseph[9] à Namur, en Belgique tenue par la communauté de l'Emmanuel, dont la première promotion est mise en place en septembre 1993. Description de l'année :
- Maison Saint-Jean-Baptiste à Versailles[10], fondée en 1996, et renouvelée en 2002-2003 par Mgr Éric Aumonier, évêque de Versailles[11].
- Maison Madeleine Delbrêl, dans le diocèse de Nanterre, fondée en septembre 2006, accueillie dans la Maison mère des sœurs de Saint-Thomas de Villeneuve (à Neuilly-sur-Seine, sur la propriété qui abritait le château de Neuilly)[12].
- Propédeutique Bienheureux Pierre-René Rogue à Sainte-Anne d'Auray, dans le diocèse de Vannes. Fondée par Mgr Raymond Centène en septembre 2006[13].
- Maison Charles de Foucauld en Bretagne[14], fondée par Mgr Pierre d'Ornellas en juin 2007[15] à Saint-Pern dans le domaine de la maison générale des Petites sœurs des pauvres.
- Maison Saint François de Sales, dans l'ancien séminaire de Paray-le-Monial, fondée en septembre 2007[16].
- Maison Saint Théophane Vénard[17] , fondée en 2017 au cœur des Missions Etrangères de Paris .

## Autres formes de propédeutiques
Il existe aussi une autre forme de propédeutique, le « séminaire d'aînés ». Il constitue un autre mode d'entrée dans le discernement et la formation pour le ministère presbytéral. Il est un des séminaires dits « de vocations tardives ». Ils accueillaient des adultes dont la vocation à la prêtrise s'était éveillée, et dont l'entrée au séminaire semblait difficile à cause de leur passé sans formation intellectuelle. Ces séminaires étaient une quinzaine en 1945. Les séminaires d'aînés ont progressivement fermé, en particulier vers 1965-1970. En septembre 2003, le dernier « séminaire d'aînés » de France, qui à Orléans, a pris le nom de Communauté Notre-Dame du Chemin. Conduisant le séminariste à se préparer à entrer dans une formation pas seulement intellectuelle mais aussi spirituelle, humaine et pastorale, c'est un travail propédeutique qui s'effectue pendant cette année.

### Textes duMagistère
- Concile Vatican II, Décret sur la formation des prêtres Optatam Totius, aux n°12, 14 et 62, octobre 1965.

« Pour fonder de manière plus solide la formation spirituelle et pour que les séminaristes puissent ratifier leur vocation par une option mûrement délibérée, il appartiendra aux évêques d'instituer, pour une durée convenable, un entraînement spirituel plus poussé. »

— Concile Vatican II, Optatam Totius, n°62 : « La formation des prêtres dans les circonstances actuelles » (1965)
- La préparation spirituelle dans les séminaires, dans la lettre de la Congrégation pour l'éducation catholique, card. Gabriel-Marie Garrone, 6 janvier 1980. (in Documentation Catholique n°1786, 1980, p. 469.)
- La proposition 19 du Synode des évêques de 1990
- Pastores Dabo vobis, exhortation apostolique post-synodale du 25 mars 1992 (“La formation des prêtres dans les circonstances actuelles”), aux n°43-44, 62.

« La finalité et la structure éducative du grand séminaire exigent que les candidats au sacerdoce y entrent après une certaine préparation. » Il demande « qu’il y ait une période convenable de préparation précédant la formation donnée au séminaire. »

— Jean-Paul II, Pastores dabo vobis, n°62 (1992)

### Autres textes
- Cardinal Jean-Marie Lustiger et al., La formation spirituelle des prêtres, École cathédrale, Éditions du Cerf, 1995, 240 p., actes du colloque tenu à l’occasion du 10e anniversaire de la fondation de la maison Saint-Augustin.
- Cardinal Jean-Marie Lustiger, « Quinze ans d'expérience, le modèle parisien de formation des prêtres », dans Nouvelle Revue Théologique, t. 122, n° 1, janvier-mars 2000, p. 3-18.
- Cardinal Jean-Marie Lustiger, Les prêtres que Dieu donne, Paris, DDB, 2000.